# 逐条審査
逐条審査（ちくじょうしんさ、英: Markup もしくは mark-up）とは、米国の議会委員会や州議会が法案を討議し、修正し、書き換えるプロセスのことである。

## アメリカ合衆国下院において
合衆国議会下院の委員会における法案や決議案の採点プロセスは、一般的に下院の議場における修正案の採点プロセスと似ているが、完全には同じではない。
逐条審査（以下、マークアップ）の冒頭では、委員会メンバーが通常1人5分以内の冒頭陳述を行うことが多い。マークアップされる法案本文の第一読は、全会一致または討議不能の動議を採択することで放棄することができる。その後、法案を1節ずつ修正するために読み上げ、各節が読み上げられた後、次の節が読み上げられる前に、委員会委員が修正案を提出する。全会一致に限り、委員会は、各節の朗読を省略すること、または、節単位ではなく、表題または章単位で修正案を審議することに同意することができる。また、全会一致の同意があれば、委員会は、いかなる時点においても、法案全体が読み上げられ、修正に供されたものとみなすことができる。
各修正案は、委員会が全会一致でその読み上げを放棄しない限り、全文を読み上げなければならない。委員会は5分ルールの下で修正案を討議する。委員会は、修正案に関する前問を命じるか、修正案に関する討論を終了させる動議に同意することによって、修正案に関する討論を終了させることができる。委員会はまた、法案全体が読み上げられた後、または全会一致の同意によって読み上げが放棄された後、その法案について前問を命じたり、討論を打ち切ったりすることができる。ただし、委員会は法案の個々のセクション（タイトル、章）についてのみ、前問を命じず、討論を閉じることができる。下院の議場で認められている各種の修正案やその他の動議のほとんどは、委員会でも認められている。
委員会は、採点した法案の本文を変更することはない。その代わり、委員会は、下院が議場で法案を審議する際に、委員が下院に採択するよう勧告したい修正案について投票する。委員会は、法案全体を採決するのではなく、委員会が承認した修正案とともに法案を下院に報告するよう命じる動議を採決して、マークアップを終了する。この最終投票が行われる際には、委員会の過半数が出席していなければならない。マークアップの他のすべての段階については、委員会の定足数が委員会メンバーの少なくとも3分の1である限り、委員会は独自の定足数を定めることができる。
下院議長同様、委員長も自らの判断で、または他の委員からの議事進行に関する指摘に対して裁定を下すことで、議事の秩序を維持し、適切な議事進行を執行する責任がある。委員長はまた、議会質問という形で、手続きに関する質問に頻繁に対応する。
委員会は、法案を修正することなく、あるいはいくつかの修正を加えて、あるいは法案に全く異なる文章を提案する代案の性質を持つ修正を加えて、下院に報告することができる。あるいは、委員会が採点した法案（またはその他の文章）と同じ主題に関する新しい、または「クリーンな」法案を報告することもできる。
州政府や各種の自治体も法律に逐条審査を行っており、そのプロセスは地域によって異なる。一部の州では、立法府が法律（または法律の一部であるため予算）の一部を削除したり、セクションを追加したりして逐条審査を行う。